# 島津忠綱
島津 忠綱（しまづ ただつな）は、鎌倉時代前期から中期にかけての武将。越前島津氏の祖。

## 生涯
承久3年（1221年）、父・島津忠久が越前国守護に補任されたとき、17歳で守護代となり、同国生部（現福井市）に居住したと伝える。現在福井市生部町内に「越前島津屋敷跡」があり、平成22年（2010年）には同町会の要望によって当地に石碑が建立された。しかし安貞2年（1228年）には島津氏に代わって後藤基綱が越前守護となったため、忠綱も同時に守護代を退任したものと推測される。薩摩国揖宿郡（現鹿児島県指宿市）・知覧院（現南九州市）等に地頭職を有していたが、前者に関しては文暦2年（1235年）、郡司・指宿忠秀との間に所領問題を起こし解職された。嘉禎2年（1236年）～文応2年（1261年）、鎌倉にあって歴代将軍に近侍。宝治2年（1248年）、4代将軍・藤原頼嗣に高麗山のヤマガラを献じている。寛元3年（1245年）8月16日の鶴岡馬場の儀にて流鏑馬の的立を務め、また正嘉元年（1257年）6月1日旬鞠会では見証（審判）に列していることから、文武に優れた人物であったことが窺われる。

## 没年
忠綱の没年には諸説ある。『播州島津家略歴』は寛元2年（1244年）2月7日死去とするが、上記「生涯」の項からも明らかなように誤りである。また文永2年（1265年）に成立した『続古今和歌集』所収の三男・忠景の詠歌に親の死を悼む内容のものがあることから、それ以前であるとみる説があるが、『越前島津氏正統家譜』によると「六十四歳卒」とあり、享年に矛盾が生じてくる（文永2年に没したとして最長61歳にしかならない）。そこで、ここでいう親は忠景の母であり、忠綱は文永5年（1268年）頃まで存命していたとする見解もある。また、「小宮系図」に千葉氏一族の武石胤辰が文永5年に忠綱を頼って日向国志布志郷（鹿児島県志布志市）に居住したという記録もあり、忠綱の存命が裏付けられる。なお、『越前島津家文書』により、忠綱の正室越後局も弘安2年（1279年）の時点で生存していたことが確認できるため、この見解によると忠行と忠景が異母兄弟であった可能性も推測できるという。

## 墓所
忠綱の居城があったとされる福井県丹生郡越前町の厨城山の近くに瓢箪塚と呼ばれる小丘があり、その上に忠綱の墓と伝える五輪塔が残されている。また、福井市の専光寺に残る「島津石」も、忠綱の墓石とする伝説がある。たつの市揖保上（かつての下揖保庄上村）にも墓石があり、同市の如来寺には、位牌が奉られている。